# 屯堡
屯堡是明太祖朱元璋征服梁王把匝剌瓦爾密和土司之后，为“永固江山”，采取“屯田戍边”政策，建立“卫所制度”，在滇黔古驿道两侧产粮区和关隘广设屯兵之堡，派驻江南汉兵，从而形成“屯堡”。“大明遗风，江南余韵”是屯堡文化的基本特征。
現代意義的屯堡，「屯堡是指处于贵阳至安顺距离一百餘公里的大片平地内包括的三百多个屯堡村寨。这些村寨多以带有军事性质的屯、堡、官、关、哨、卡、 卫、所等命名 ,其中又以屯、堡命名者为多。」，2001年時貴州有30多万屯堡人。.

## 链接
- 天台山·天龙屯堡文化旅游区
- 云峰屯堡，明代风情的活化石

1. ↑  帅学剑. . 安顺师专学报(社科版). 1994, (3). 轉引於朱志燕.  (PDF).   [2020-11-07]. （原始内容存档 (PDF)于2019-03-13）.
2. ↑  翁家烈. . 贵州民族研究. 2001, (4). 轉引於朱志燕.  (PDF).   [2020-11-07]. （原始内容存档 (PDF)于2019-03-13）.